# Finder's Fee
Finder's Fee (Brasil: Uma Aposta Milionária / Portugal: Última Jogada) é um filme estadunidense de 2001 dirigido por Jeff Probst que também escreve o filme.